# Avril 1834

## Événements

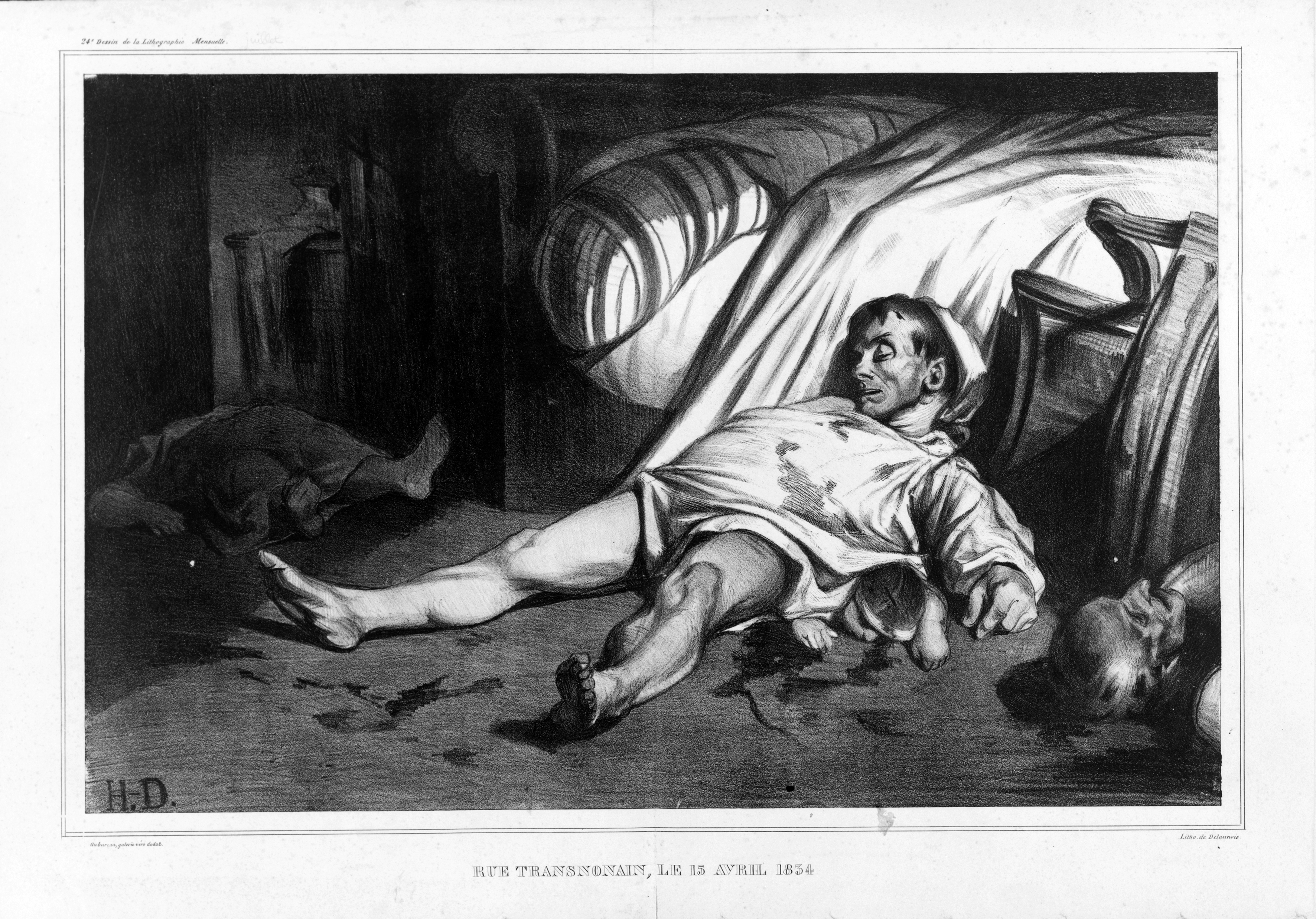
Le massacre de la rue Transnonain (14 avril 1834), vu par Honoré Daumier.

- États-Unis : les Républicains prennent le nom de Whigs pour marquer l’analogie de leur opposition à la « tyrannie » de Andrew Jackson avec la lutte des libéraux anglais du XVIIIe siècle hostile au roi George III.
- A. D. Ghica, hospodar de Valachie (fin en 1842).

- 1er avril : lettre de rupture de Victor Hugo à Sainte-Beuve.

- 3 avril : Mihail Sturdza devient hospodar de Moldavie (fin en 1849).

- 4 avril, France : à la suite de la démission du duc de Broglie le 1er, Thiers devient ministre de l'Intérieur.

- 9 - 13 avril, France : insurrection à Lyon (V. Révolte des Canuts) : pour enrayer une surchauffe de la production, des baisses de salaire sont décidées dans le textile, qui entraînent des grèves et des révoltes des ouvriers que les républicains (Société des droits de l'homme) attisent et tentent de récupérer à leur profit. Thiers abandonne la ville aux insurgés puis la reprend le 13 avril. L’insurrection s’étend dans diverses villes de province (Arbois, Épinal, Lunéville, Châlon, Grenoble, Vienne, Clermont-Ferrand, Marseille, Toulon…), notamment à Saint-Étienne (11 avril), puis à Paris, où les autorités procèdent à des arrestations préventives pour étouffer tout mouvement similaire.

- 10 avril, France : loi qui limite le droit d’association et menace d’interdiction les sociétés ouvrières de secours mutuel.

- 11 avril, France : situation insurrectionnelle sérieuse à Saint-Étienne. Massacre de la rue Projetée à Lyon.

- 12 avril : Victor Hugo est attaqué de biais par Désiré Nisard.

- 13 avril, France : émeutes à Paris.

- 14 avril, France : massacre de la rue Transnonain : les troupes de Bugeaud massacrent tous les habitants d’une maison située no 12 rue Transnonain, d’où un coup de feu a été tiré sur la troupe. Cet épisode sera abondamment exploité par les républicains. Il marque la fin de l'insurrection.
  - Rémusat : « Un autre exemple du genre d'illusion où nous jette l'esprit de parti fut l'affaire alors fameuse de la rue Transnonain. Dans cette rue, située entre les Halles et le Marais, des soldats étaient entrés furieux dans une maison d'où l'on venait de tirer à l'improviste. Après quelque résistance dans l'escalier, ils appliquèrent d'instinct ce droit de la guerre qui permet, dit-on, de passer au fil de l'épée tous les défenseurs d'un ouvrage pris d'assaut. Mais tout ce qu'ils massacrèrent n'était pas des défenseurs. Tout ce qui se trouva dans la maison y passa. On dit même que les véritables combattants s'étaient sauvés par le toit. Ce fut une terrible scène. Quelques jours après, quand les vaincus ou leurs amis purent se plaindre et récriminer, ils dénoncèrent en l'amplifiant le massacre de la rue Transnonain. Les organes du gouvernement répondirent par des dénégations. On insista, Thiers inquiet fit une enquête, dans laquelle les faits furent palliés. Il crut et nous dit qu'il n'y avait rien eu. On le crut aussi dans la majorité ministérielle, après avoir dit d'abord que si c'était vrai, c'était bien fait. Pour moi, sans aller jusque-là, je ne doutai pas, pendant plusieurs mois, de la fausseté du récit des journaux, et il fallut la publication du rapport des commissaires instructeurs de la Cour des pairs pour me dissuader. Nouvelle et frappante preuve de la difficulté pour les gouvernements et les partis de savoir la vérité qui peut leur déplaire. L'anecdote sanglante de la rue Transnonain n'en resta pas moins comme un souvenir de haine dans le peuple de Paris. Les journaux avaient eu soin de l'imputer au général Bugeaud. » Rémusat note qu’il n’y était directement pour rien.
  - La rue Transnonain était la partie de la rue Beaubourg située entre les rues du Grenier Saint-Lazare et Michel Lecomte au sud, et la rue au Maire qui longeait Saint-Nicolas-des-Champs au nord ; elle appartenait pour sa partie méridionale au quartier Saint-Avoye (3e ar.) et pour sa partie septentrionale au quartier Saint-Martin-des-Champs (6e arr.). On l'a englobée dans le nom de la rue Beaubourg en 1851.

- 15 avril : 
  - conclusion d’un traité de Triple Alliance entre l’Angleterre, l’Espagne et le Portugal. La France a été tenue soigneusement à l’écart par la diplomatie anglaise.
  - Création du mouvement Giovine Europa
  - fin de la deuxième révolte des Canuts

- 22 avril - 2 mai, France : débat sur le financement de la conquête de l'Algérie par la France.
  - Mémoires Rémusat T3 p. 171, NdE : "Le débat sur une allocation de 400 000 francs pour la colonisation dans le budget de 1835, avait duré cinq séances du 22 avril au 2 mai 1834. Une série d'ordonnances au mois d'août 1834 avait organisé le gouvernement général (le général Drouet d'Erlon) assisté d'un intendant civil ( M. Le Pasquier), mis à la tête de la Marine l'amiral de La Bretonnière, et chargé le député Laurence, membre de la commission d'Afrique, d'étudier l'organisation judiciaire à créer."

- 24 avril :
  - Régime autocratique du caudillo Santa Anna au Mexique (fin en 1855).
  - quadruple-Alliance :
    - La Grande-Bretagne, la France, l’Espagne et le Portugal s’entendent pour régler la crise dynastique en Espagne et au Portugal et garantissent l’indépendance de la Belgique : conclu à la suite des protestations françaises contre le traité du 15 avril, ce traité ne donne à la France qu’un rôle de simple supplétif mais lui permet de sauver la face.
    - « La Convention du 22 avril 1834, qu'on a appelée improprement Quadruple alliance, n'avait en réalité qu'un caractère local. Elle se composait de sept articles et d'un additif de quatre articles. Elle se référait dans ses considérations à la nécessité de maintenir la paix intérieure dans les deux États de la péninsule. Le régent de Portugal s'engageait à employer tous les moyens pour expulser don Carlos de son territoire. La régente d'Espagne s'engageait à intervenir au Portugal sur demande du régent pour coopérer à chasser du territoire portugais les deux prétendants don Carlos et don Miguel. Le roi d'Angleterre s'engageait à concourir aux opérations par l'envoi de forces navales. Le roi des Français, dans le cas où sa coopération serait jugée nécessaire, s'engageait à faire à cet égard ce qui serait jugé nécessaire d'un commun accord. Les deux gouvernements portugais et espagnol promettaient une amnistie générale et assureraient aux prétendants après leur départ une pension convenable -par l'additif la France s'engageait à prendre toutes dispositions pour empêcher le passage d'armes et de munitions par la frontière, l'Angleterre s'engageait à fournir à l'Espagne armes et munitions. » (Rémusat Mémoires T3, p. 143-144).

## Naissances
- 3 avril : Domenico dalla Rosa (né le 30 mars 1778), peintre italien.
- 9 avril : Edmond Laguerre (mort en 1886), mathématicien français.
- 15 avril : 
  - Alexis Ilyne (mort le 4 décembre 1889), cartographe russe
  - Thomas François Burgers (mort le 9 décembre 1881), homme politique boer
- 16 avril :
  - Charles Lennox Richardson (mort le 14 septembre 1862), marchand anglais
  - Włodzimierz Czacki (mort le 8 mars 1888), prélat catholique
- 17 avril : Louis Guillaumou, (mort le 26 avril 1905) une personnalité politique française.
- 21 avril : Adrien René Franchet (mort en 1900), botaniste français.
- 22 avril : Gaston Planté, physicien français.
- 26 avril : Hugo Schiff (mort en 1915), chimiste allemand.
- 30 avril : John Lubbock (mort en 1913), préhistorien britannique.

## Décès
- 15 avril : Girolamo Amati (né le 13 juin 1768), écrivain italien